# 莫尔代勒门

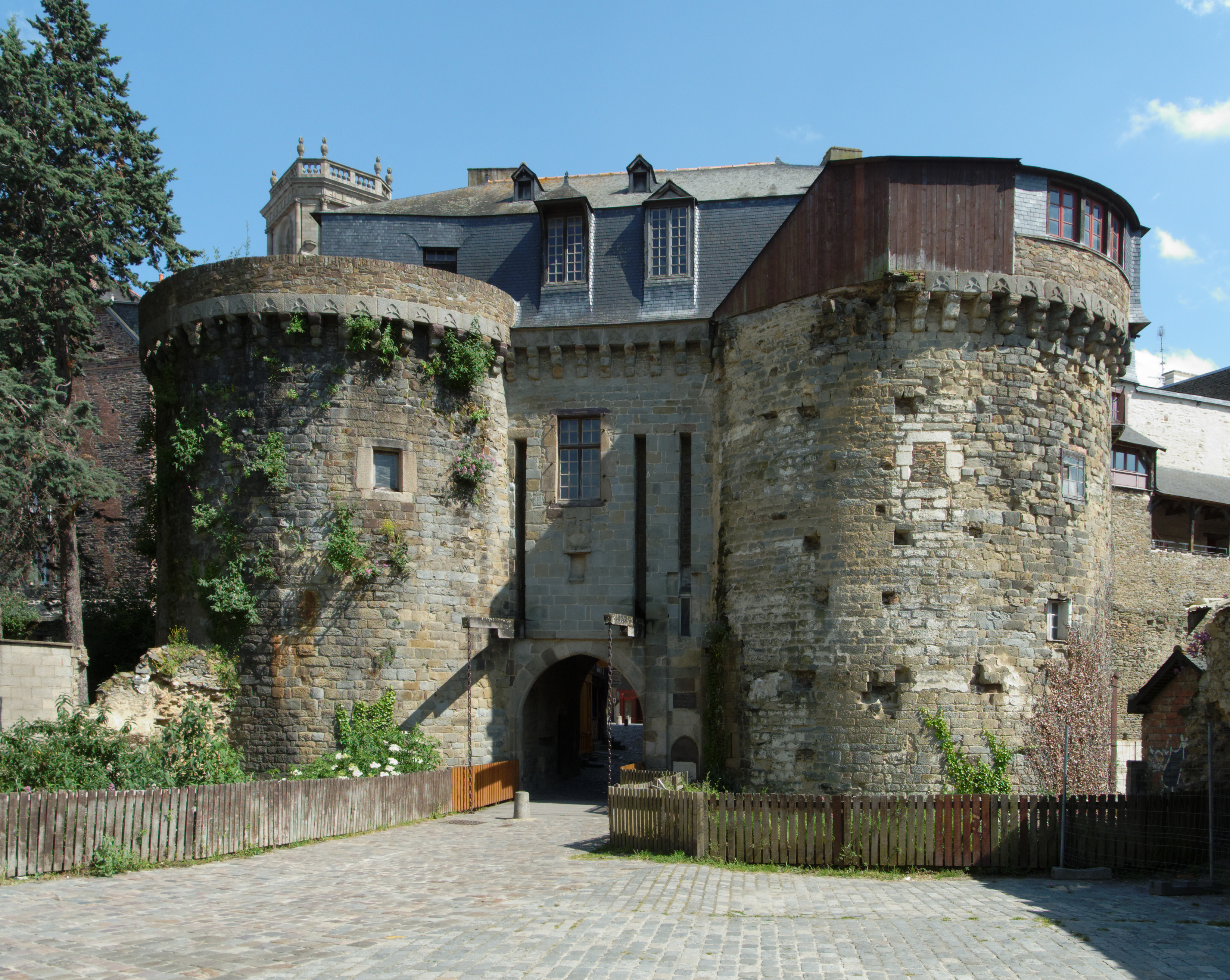

莫尔代勒门（法語：Porte mordelaise） 是法国布列塔尼大区首府雷恩的一座城门，是雷恩城墙的遗迹，也是该城的主要入口。其历史可追溯到3世纪城墙初建之时，目前的建筑建于15世纪。
莫尔代勒门得名于附近的城镇莫尔代勒。未来的公爵要在这个入口前宣誓，有时也称为皇家门（porte royale）、公爵门（porte ducale）或主教门（porte épiscopale）。

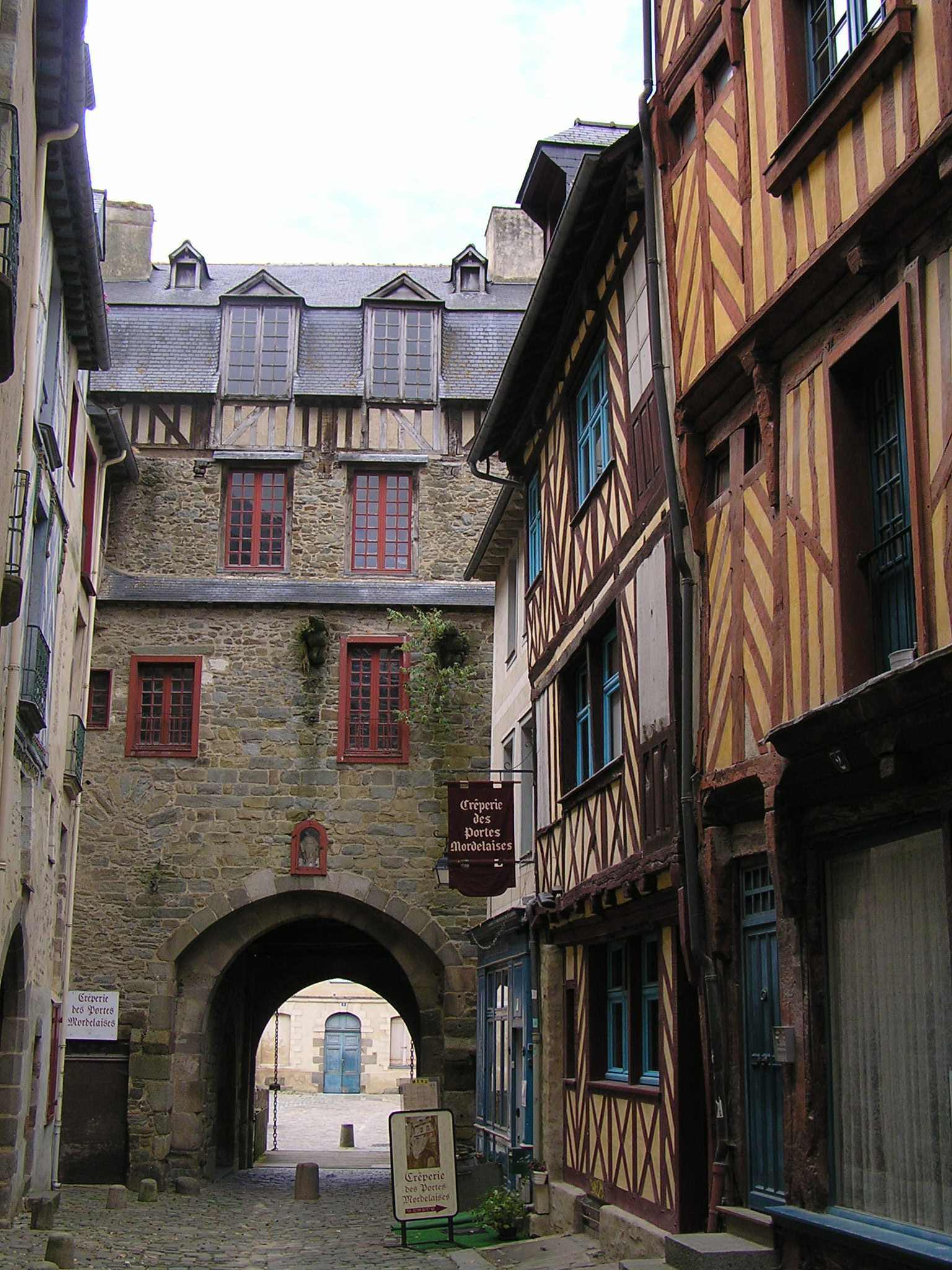
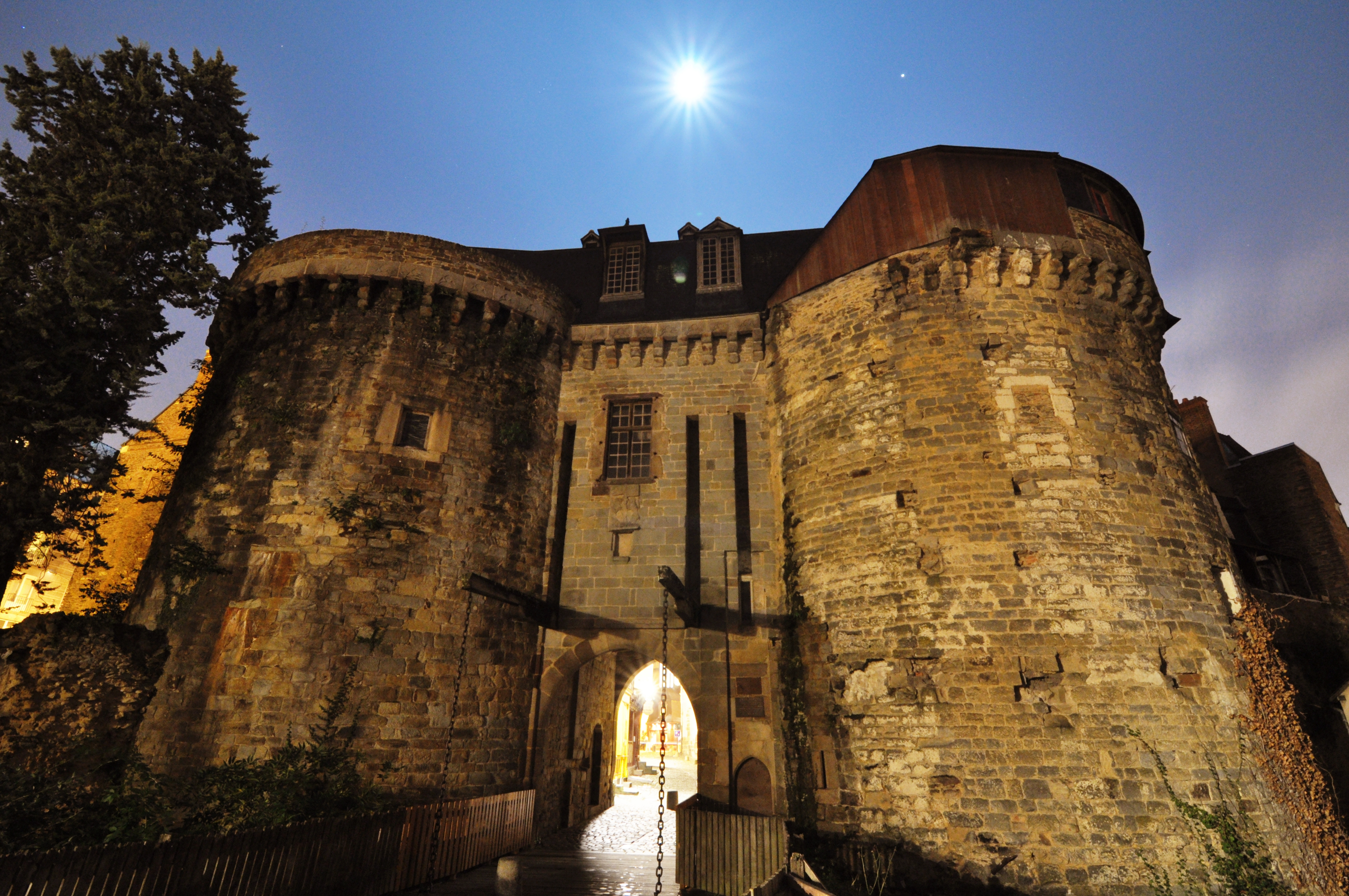
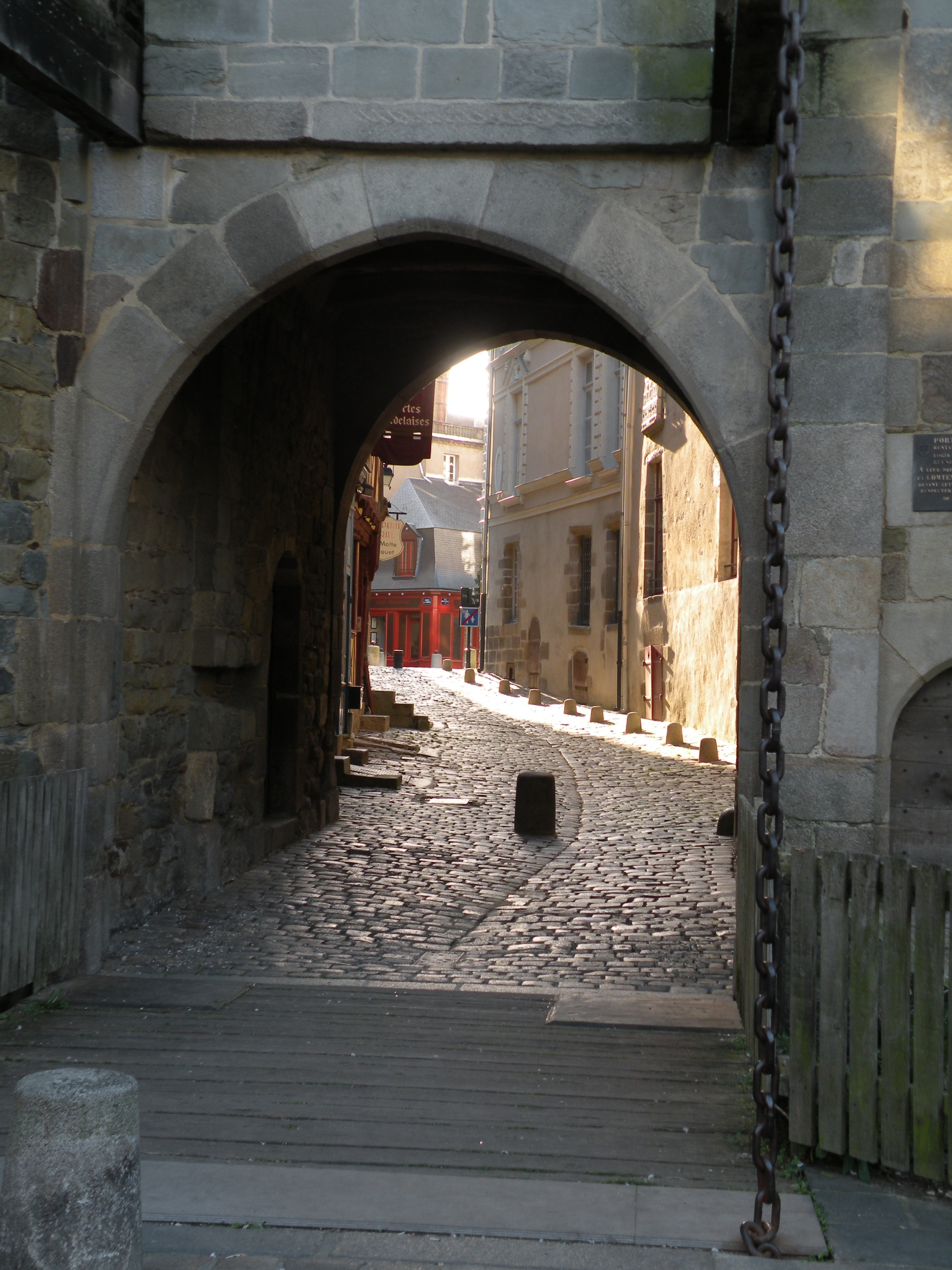
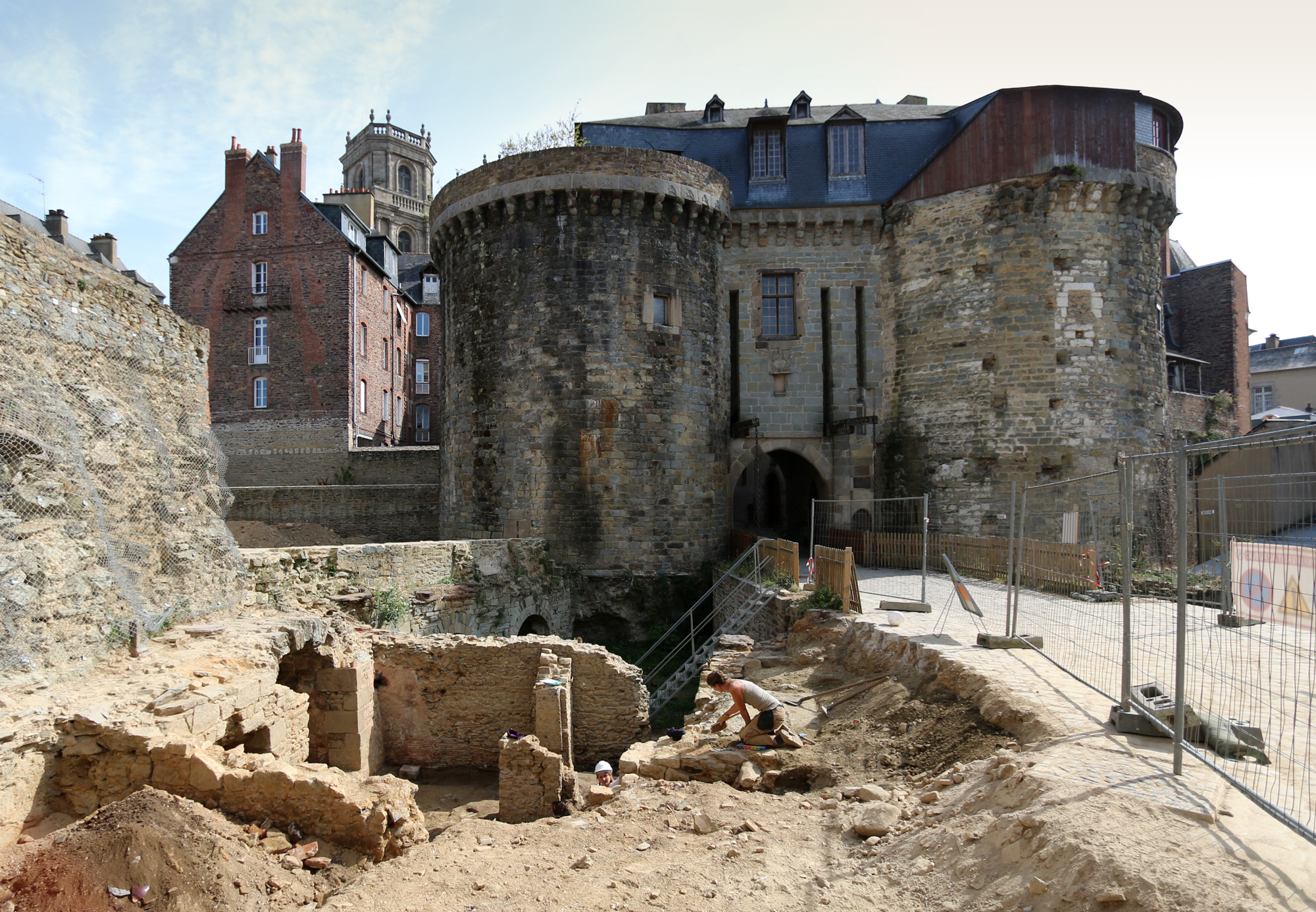

1926年，莫尔代勒门列为法国历史遗迹。